# HD 133408
HD 133408，又名BD+06 2983，SAO 120822、HR 5610，是一颗恒星，视星等为6.5，位于銀經4.51，銀緯51.74，其B1900.0坐标为赤經14h 59m 8.5s，赤緯+5° 51.74′ 4″。